# Dicranomyia quinquenotata
Dicranomyia quinquenotata är en tvåvingeart som först beskrevs av Enrico Adelelmo Brunetti 1918.  Dicranomyia quinquenotata ingår i släktet Dicranomyia och familjen småharkrankar. Inga underarter finns listade i Catalogue of Life.